# Skytok
Skytok (ukrainisch Скиток; russisch Скиток Skitok) ist ein Dorf im Nordwesten der ukrainischen Oblast Tschernihiw mit etwa 30 Einwohnern (2001).
Das seit 1749 bekannte Dorf hat eine Fläche von 0,33 km² und liegt an der Grenze zu Belarus auf einer Höhe von 122 m am linken Ufer der Sosch, einem 648 km langen, linken Nebenfluss des Dnepr, der hier den Grenzfluss zu Belarus bildet.
Im Osten der Ortschaft befindet sich der, an der Fernstraße M 01/E 95 gelegene „Grenzübergang Nowi Jarylowytschi“ nach Belarus. Nordöstlich vom Dorf liegt das 3,2 Hektar große Naturreservat Sucha Hrjad (Суха Грядь). Es wurde 1978 eingerichtet und birgt einen 120 Jahre alten Kiefernwald.
Das Dorf befindet sich 6 km nördlich vom ehemaligen Gemeindezentrum Nowi Jarylowytschi, 31 km nördlich vom ehemaligen Rajonzentrum Ripky und 68 km nördlich vom Oblastzentrum Tschernihiw.

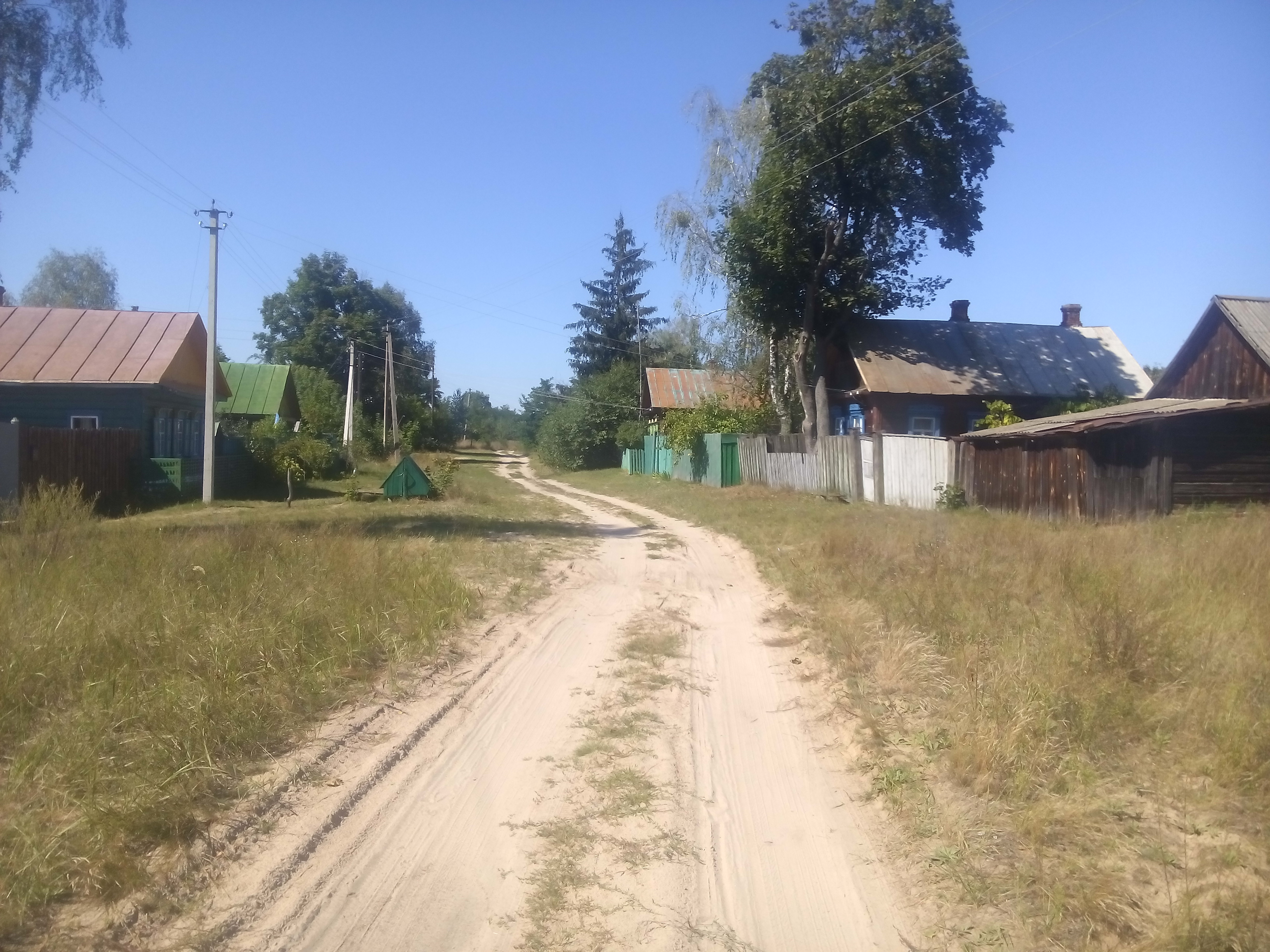
Die Dorfstraße von Skytok
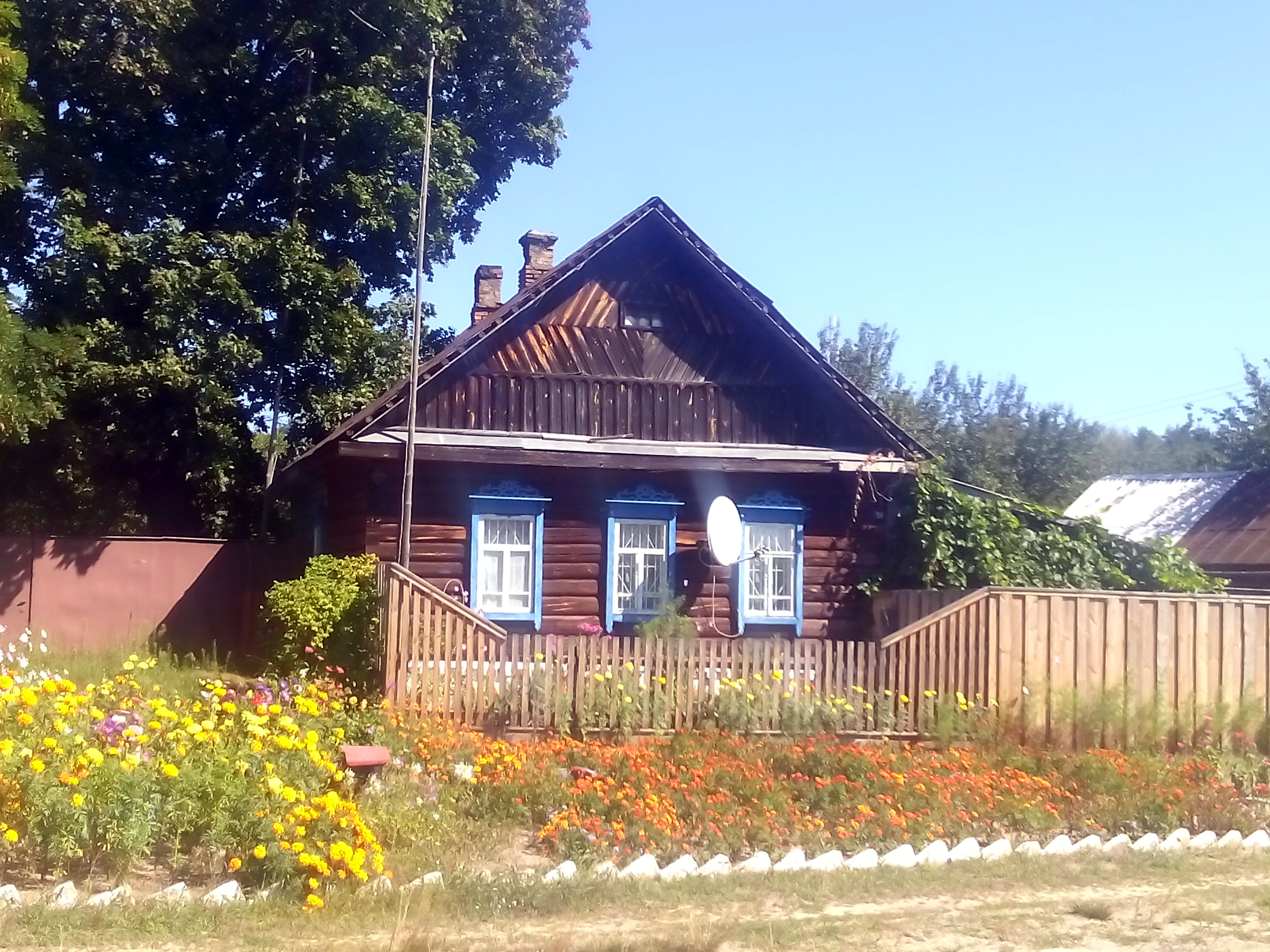
Wohnhaus in Skytok
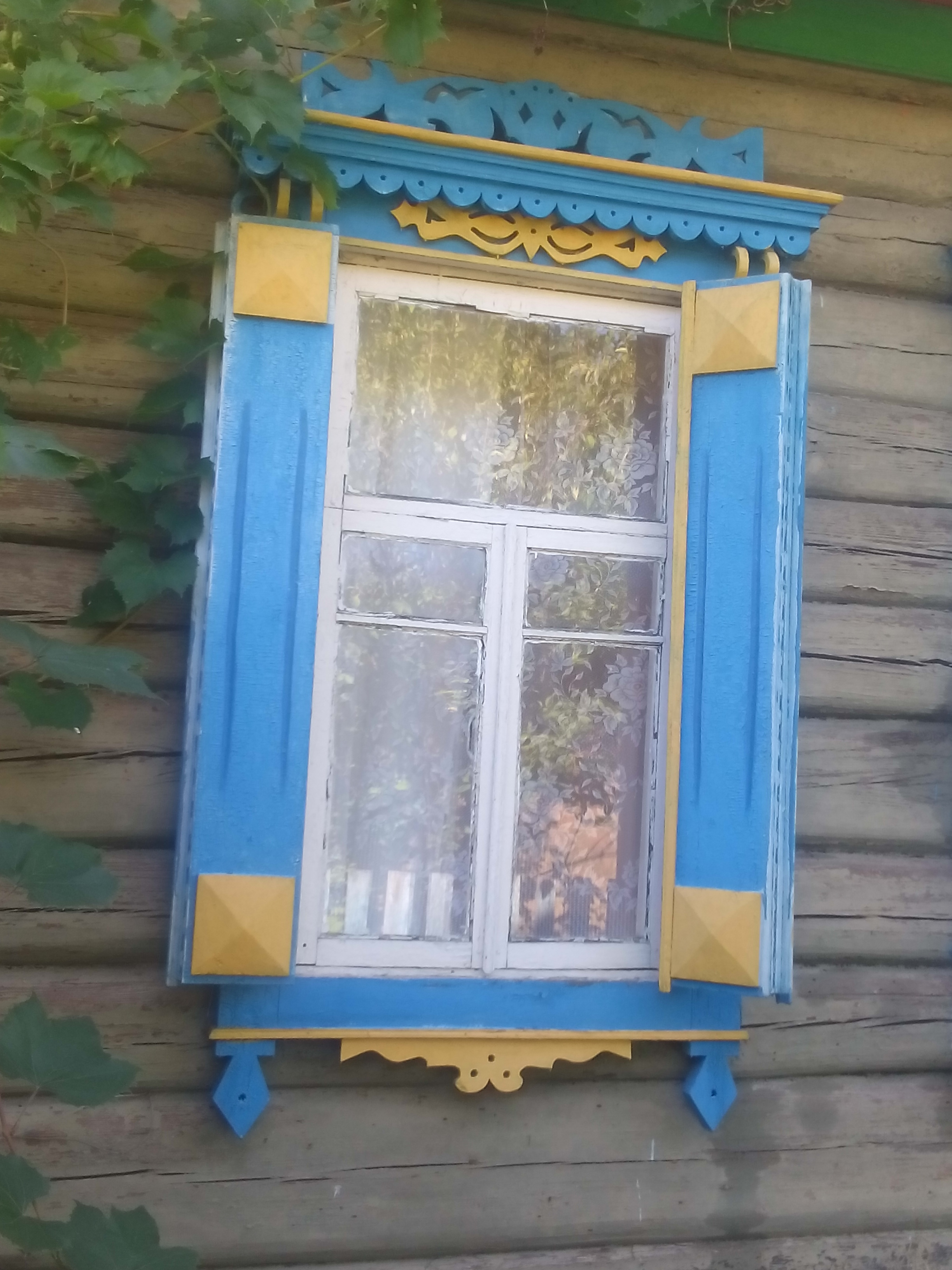
Fenster in ukrainischen Farben

Am 24. April 2019 wurde das Dorf ein Teil der neugegründeten Siedlungsgemeinde Dobrjanka, bis dahin war es Teil der Landratsgemeinde Nowi Jarylowytschi (Новояриловицька сільська рада/Nowojarylowyzka silska rada) im Norden des Rajons Ripky.
Am 17. Juli 2020 kam es im Zuge einer großen Rajonsreform zum Anschluss des Rajonsgebietes an den Rajon Tschernihiw.